# Alluaudomyia maculosipennis
Alluaudomyia maculosipennis är en tvåvingeart som beskrevs av Tokunaga 1940. Alluaudomyia maculosipennis ingår i släktet Alluaudomyia och familjen svidknott. Inga underarter finns listade i Catalogue of Life.